# Seznam osebnosti iz Občine Apače
Seznam osebnosti iz Občine Apače vsebuje osebnosti, ki so se tu rodile, delovale, umrle ali so z njo povezane.
- Josef Matl (1897, Črnci – 1974, Gradec), literarni zgodovinar
- Maria Stangl (1928, Zgornje Konjišče - 2017, Preding), avstrijska političarka
- Anton Semlitsch  (1807, Žiberci – 1885, Apače), čebelarski strokovnjak
- Jožica Simonič (1946, Žiberci – 2012),  zobozdravnica
- Vladimir Maher (1957, Apače), oficir
- Milan Klemenčič (1959, Žiberci pri Gornji Radgoni – 2022), oficir
- Franci Rebernik (1947 Apače pri Gornji Radgoni – 2016, Kočna), pevec
- Matija Balažic (1912, Hotiza – 1965, Dolenci), duhovnik, služboval v Apačah